# Буданов (село)
Буда́нов (укр. Буданів) — село в Белобожницкой сельской общине Чортковского района Тернопольской области Украины.
Население по переписи 2001 года составляло 1634 человека. Занимает площадь 4,702 км². Почтовый индекс — 48154. Телефонный код — 3551.
Уроженцем села является американский режиссёр, руководитель Актёрской студии, Ли Страсберг.

## История

### Археологические раскопки
Вблизи Буданова обнаружено поселение трипольской и древнерусской эпох, найдены римские монеты II века нашей эры. В урочище Кременная, под лесом Липник, расположено поселение трипольской культуры. На поверхности найдены обломки керамики, кремнёвые и каменные изделия. Во время раскопок обнаружены остатки жилищ, в которых найдены обломки расписной керамики и кремнёвые орудия. Находки с раскопок В. Деметрикевича в 1890-х годах хранятся в Краковском археологическом, Львовском историческом и Тернопольском областном краеведческом музеях..

### Ранний период
Впервые упоминается в 1549 году, когда польский король Сигизмунд II Август позволил Катажине из Золотников, жене шляхтича галицкого войского Якуба Будзановского, учредить на территории села Скомороше города с названием Бодзанов. Согласно более поздней легенде, село, которое дало начало городу Бодзанову (Будзанову), было основано пастухами, название произошло от вида сыра (будз). Шляхтичи Бодзановские (или Будзановские) по данным польских исследователей происходили из Куявии в Польше.
Владельцем города был войский львовский шляхтич Марцин Вильчек (умер в 1583 году), который в 1570-х годах способствовал переселению в уничтоженные крымскими татарами города части жителей своих поселений в Мазовии. В конце XVI — начале XVII веков город принадлежал Тарановским (в частности, в 1606 году шляхтичу Анджею Тарановскому), позже перешёл в собственность Ходоровских (в 1614 году совладельцем был Лукаш Ходоровский; в 1625 — Шимон Ходоровский, вероятно, сын львовского стольника Шимона Ходоровского, который был женат на Эльжбете Тарановской — представительницей рода Тарановских (тогдашних владельцев Будзанова). В 1631 году Ян и Марцин Ходоровские продали город с замком и окрестными сёлами Александеру Сененскому (сыну Даниэля Сененського и Эльжбеты Тарновской), позже город принадлежал Левочинським.
Гористый рельеф местности привлекал поселенцев. На одном из холмов в 1550 году галицким воеводой был построен деревянный замок. В начале XVII века владельцы Будзанова построили на месте старого деревянного замка каменную крепость. Осенью 1648 года мещане-украинцы приняли участие в восстании против польской шляхты. После нападения турок в 1675 году замок лежал в руинах (3 из 4-х городских ворот были разрушены).

### Советский период
В 1940 году Буданов получил статус села, был создан Будановский район с центром в Буданове, который в 1959 году вошел в состав Теребовлянского района.
После прихода вторых «советов» власть организовала так называемый «истребительний батальон», в котором служило 40-60 поляков. С января по март 1944 года город был несколько раз атакован отрядами УПА, польская оборона концентрировалась в замке.
В 1954—1955 годах в селе действовала национально-патриотическая организация «Молодая Украина» под руководством В. Крушельницкого.
В 2020 году село вошло в состав Белобожницкой сельской общины Чортковского района.

## Достопримечательности
- Будановский замок
- Костёл Воздвижения святого Креста 1765 года, монастырские кельи XVIII века
- Каменная церковь Великомученика Георгия 1852 года
- Бывшая синагога
- Часовня УГКЦ 1992 года
- Зоологического памятник природы местного значения «Резерват змей»